# Diane Bell (anthropologue)
Pour les articles homonymes, voir Diane Bell et Bell.
Diane Robin (Di) Bell (née Haig) (née le 11 juin 1943) est une anthropologue, auteure et activiste féministe australienne. Elle est professeure émérite d'anthropologie à l'Université George-Washington à Washington, DC, États-Unis et professeure honoraire distinguée d'anthropologie à l'Université nationale australienne de Canberra,. Son travail se concentre sur le peuple aborigène d'Australie, les droits fonciers des indigènes (en), les droits de l'homme, les religions indigènes, la violence contre les femmes et les questions environnementales.
Bell est née et grandit à Melbourne ; elle entreprend des travaux de terrain dans le centre et le sud-est de l'Australie et en Amérique du Nord; et occupe des postes de direction dans l'enseignement supérieur en Australie et aux États-Unis. En 2005, après 17 ans aux États-Unis, elle retourne en Australie, travaille sur de nombreux projets en Australie-Méridionale et, depuis 2013, vit et écrit à Canberra .
Ses livres comprennent Daughters of the Dreaming (1983/1993/2002); Generations: Grandmothers, mothers, and daughters (1987) ; Law: The old and the new (1980/1984) ; Religion in Aboriginal Australia (coédité en 1984) ; et Radically Speaking: Feminism Reclaimed (coédité en 1996). Ngarrindjeri Wurruwarrin: A world that is, was, and will be (1998/2014) remporte le NSW Premier's Literary Award et est sélectionné pour le Age Book of the Year Award (en), le Queensland Premier's History Book Award et l'Australian Literary Society Gold Medallion. Evil: A novel (2005) est adapté en pièce de théâtre. En collaboration avec les femmes Ngarrindjeri, Bell édite Kungun Ngarrindjeri Miminar Yunnan: Listen to Ngarrindjeri Women Speaking (2008).
Bell reçoit la Médaille de l'Ordre de l'Australie pour « service à la littérature » dans le cadre des honneurs de l'anniversaire de la reine 2021 (en).

## Carrière
Bell suit une formation d'enseignant au Frankston Teachers College (1960-1) et enseigne dans diverses écoles publiques de Victoria et de NSW. Après la naissance de ses enfants, Genevieve (1967) et Morgan (1969),, elle termine ses études secondaires par des cours du soir à la Box Hill High School (en), Victoria (1970-1), son BA (Hons) en anthropologie à l'Université Monash (1975) et un doctorat de l'Université nationale australienne (ANU) (1981),.
En 1981, Bell travaille pour la nouvelle Autorité de protection des sites sacrés aborigènes du Territoire du Nord ; elle fonde son propre cabinet d'anthropologie à Canberra (1982-1982); est consultante pour le Central Land Council (en), le Northern Land Council (en), les Services d'aide juridique aux aborigènes, la Commission australienne de réforme du droit (en) et le Commissaire aux terres aborigènes. Elle est aussi chercheuse à l'ANU (1983-1986), puis présidente d'études australiennes à l'Université Deakin à Geelong, où elle est la première femme professeur au sein du personnel.
En 1989, Bell part aux États-Unis pour occuper la chaire de religion, de développement économique et de justice sociale, dotée par la Fondation Henry R. Luce, au College of the Holy Cross à Worcester, dans le Massachusetts. En 1999, elle orend le poste de directrice des études sur les femmes et professeur d'anthropologie à l'Université George-Washington (GWU), DC. En tant que récipiendaire d'une bourse en 2003-2004, décernée par l'organisme éducatif de pointe, l'American Council on Education (ACE), Bell travaille également en étroite collaboration avec la haute direction de Virginia Tech alors qu'elle révise son programme. Bell siège au conseil d'administration du Hampshire College (en) pendant huit ans. À sa retraite de GWU en 2005, elle reçoit le titre de « Professeur émérite d'anthropologie ». À son retour en Australie en 2005, elle est nommée écrivaine et éditrice en résidence à l'Université Flinders (Australie-Méridionale) et professeure invitée à l'École des sciences sociales de l'Université d'Adélaïde (Australie-Méridionale). Elle est actuellement professeure honoraire émérite d'anthropologie au Collège d'Asie et du Pacifique de l'ANU (2017).
Bell est l'auteure/éditrice de 10 livres et de nombreux articles et chapitres de livres traitant de la religion, des droits fonciers, de la réforme du droit, de l'art, de l'histoire et du changement social. Elle siège aux comités de rédaction de plusieurs revues (Aboriginal History 1979-1988; Women's Studies International Forum (en) 1990-2005) et est membre du comité de rédaction de Longmans Encyclopedia (1989) Macmillan, the Encyclopedia of World Religions (2005 ) et l' Encyclopedia of Religion in Australia (2009).
Bell est consultante collaboratrice de National Geographic sur leur série télévisée Taboo (2002-4).

## Travail anthropologique
La première monographie anthropologique complète de Bell est Daughters of the Dreaming, qui porte sur la vie religieuse, spirituelle et cérémonielle des femmes aborigènes du centre de l'Australie. Le livre est imprimé en continu depuis sa première publication en 1983 et les éditions suivantes en 1993 et 2002 engagent les débats que le travail a stimulés. C'est maintenant une pratique bien établie d'avoir des conseils de femmes dans le cadre des structures décisionnelles et consultatives dans les affaires autochtones. Grâce à ses recherches et à ses témoignages d'expert, Bell démontre que les femmes autochtones sont propriétaires et gestionnaires de terres à part entière.
En 1986, les éditeurs de Melbourne McPhee Gribble, avec Bell comme auteure, remportent l'appel d'offres de l'Australian Bicentennial Authority (ABA) pour écrire un livre sur les femmes en Australie pour le Bicentenaire de 1988. Le livre, Generations: Grandmothers, Mothers and Daughters (avec des photos de Ponch Hawkes) retrace la manière dont des objets importants dans la vie des femmes australiennes ont été transmis de génération en génération et explore comment les histoires des objets forgent des liens avec les femmes. Bell utilise une approche ethnographique pour explorer les points communs des cultures des femmes australiennes à travers l'âge, le temps, la race et la région. Peu de temps après sa publication, le livre est numéro un sur la liste des meilleures ventes d'Age pour les œuvres de non-fiction.
Tout au long de la dernière partie des années 1970 et pendant la majeure partie des années 1980, Bell s'occupe de questions relatives aux droits fonciers autochtones et à la réforme du droit. Avec l'avocate Pam Ditton, elle écrit Law: the old and the new. Aboriginal Women in Central Australia Speak Out (Service d'aide juridique aux aborigènes d'Australie centrale, 1980/1984) qui aborde les questions de réforme du droit en Australie centrale, à la suite de l'adoption de la loi sur les droits fonciers du Territoire du Nord (1976). Bell travaille sur une dizaine de revendications territoriales pour le Central Land Council, le Northern Land Council et le commissaire aux terres aborigène de l'époque, le juge Toohey.
À la fin des années 1990, Bell est entraînée dans la controverse sur le pont de l'île Hindmarsh. En 1994, un groupe de femmes Ngarrindjeri, propriétaires traditionnelles du Lower River Murray, des lacs Alexandrina et Albert et du Coorong (Australie-Méridionale) s'oppose à ce qu'une proposition de construction d'un pont de Goolwa à Kumarangk (île Hindmarsh) près de Murray Mouth vienne profaner des sites sacrés pour elles en tant que femmes. La connaissance restreinte au genre qui sous-tend leur revendication est connue sous le nom de « affaire secrète de femmes » et est contestée dans les médias, les tribunaux et l'académie. En 1996, une commission royale d'Australie-Méridionale découvre que les femmes ont délibérément fabriqué leurs croyances pour contrecarrer le développement. Cependant, à une exception près, les femmes qui prétendaient connaître la tradition sacrée n'ont pas témoigné devant la Commission royale parce qu'elles considéraient qu'il s'agissait d'une violation de leurs libertés religieuses,.
En 1997, devant la Cour fédérale d'Australie, les promoteurs demandent une indemnisation pour les pertes encourues par les retards dans la construction du pont. Le juge von Doussa, entend toutes les parties au litige et, bien que le tribunal ait été informé que l'affaire ne serait pas une répétition de la Commission royale, la question de la restriction des connaissances des femmes se reproduit de telle sorte que « vers la fin du procès, les requérantes ont modifié leurs plaidoiries pour alléguer spécifiquement que les connaissances restreintes des femmes, qu'elles appellent « les affaires des femmes », n'étaient pas une véritable tradition Ngarrindjeri ». Dans ses « raisons de décision » d'août 2001, von Doussa note que « les éléments de preuve reçus par la Cour sur ce sujet sont très différents de ceux qui ont été soumis à la Commission royale ». D'après la preuve devant cette Cour, je ne suis pas convaincue que les connaissances restreintes des femmes ont été fabriquées ou qu'elles ne faisaient pas partie d'une véritable tradition autochtone ». Quant au témoin clé de Ngarrindjeri, le Dr Doreen Kartinyeri, il a écrit : "Je ne suis pas persuadé que je devrais rejeter le témoignage du Dr Kartinyeri et découvrir qu'elle a menti au sujet des affaires restreintes des femmes",.
Le 4 mai 2009, « The Meeting of the Waters », le complexe de sites que les femmes Ngarrindjeri ont cherché à protéger par le biais des tribunaux, est enregistré par le gouvernement de l'État d'Australie-Méridionale. Le 6 juillet 2010, au nom du gouvernement, Paul Caica, ministre des Affaires aborigènes, reconnait la décision de von Doussa selon laquelle le savoir Ngarrindjeri fait véritablement partie de la tradition aborigène et présente ses excuses pour la grande douleur et les blessures infligées à la communauté,. Nonobstant la décision de von Doussa, les excuses du gouvernement et l'enregistrement du site, il reste des commentateurs qui pensent que les « suspects habituels ont à nouveau promulgué les fabrications culturelles de l'île ».
Bell s'est impliquée dans cette question de connaissances sexospécifiques après la Commission royale. Sur la base de ses recherches dans les archives et de son travail sur le terrain avec les femmes de 1996 à 1998, Bell était convaincue qu'il y avait suffisamment de preuves pour étayer les affirmations des femmes selon lesquelles il existait des connaissances sexospécifiques dans la société Ngarrindjeri et que les femmes avaient dit la vérité.
La monographie suivante de Bell, Ngarrindjeri Wurruwarrin (1998/2014), a remporté le NSW Premier's Gleebook Award pour la critique culturelle et littéraire en 1999. Le livre a également été sélectionné pour « The Age Book of the Year Award (en) » et le Queensland Premier's History Award en 1999 et la médaille d'or de l'Australian Literary Society en 2000. L'écrit le plus récent de Bell avec les femmes Ngarrindjeri, Kungun Ngarrindjeri Miminar Yunnan (2008) est une contribution supplémentaire à la recherche et à l'écriture collaboratives et documente l'impact de la contestation des connaissances culturelles sur les Ngarrindjeri,. De 2005 à 2013, Bell a vécu sur les terres de Ngarrindjeri alors qu'elle effectuait des recherches et rédigeait le rapport de connexion pour leur revendication de titre autochtone.

## Écriture créative
Le premier roman publié de Bell, Evil, aborde les secrets de l'église et se déroule sur le campus d'une université américaine fictive d'arts libéraux. Adapté par Leslie Jacobson (en) en pièce de théâtre, Evil a été joué pour la saison "From Page to Stage" en de nouvelles pièces au Kennedy Center, Washington, DC, USA, 2006 et à Adelaide, 2008,. La pièce de Bell « Weaving and Whispers » a été jouée à la Biennale du Musée des Arts de TarraWarra en 2014.

## Politique
Bell se présente comme candidate indépendante à l'élection partielle de Mayo en 2008 (en), provoquée par la démission de l'ancien ministre des Affaires étrangères et chef libéral Alexander Downer. Sa campagne s'appelle Vote4Di et est soutenue par un site Web de campagne,. Le sénateur indépendant d'Australie du Sud, Nick Xenophon, lui apporte son soutien,. Sur un peloton de onze candidats et en l'absence de candidat travailliste, Bell termine troisième avec 16,3 % des voix aux primaires, derrière les Verts avec 21,4 (+10,4) % et les Libéraux avec 41,3 (-9,8) %.

## Avocate des rivières
Bell fait campagne pour des débits d'eau douce pour la rivière Murray, les lacs Alexandrina et Albert et le Coorong. En 2007, elle est cofondatrice du site Web « StoptheWeir » et travaille avec River, Lakes and Coorong Action Group Inc pour arrêter la construction d'un déversoir sur la rivière Murray à Pomanda Island (au point où la rivière entre dans le lac Alexandrina). Elle administre le site Web "Hurry Save The Murray", et est une conférencière et une commentatrice fréquentes sur les questions environnementales en ligne, dans les médias et en préparant des soumissions et en témoignant à diverses enquêtes environnementales.

## Travaux

### En tant qu'auteure
- Evil: A novel Spinifex Press, Melbourne, 2005
- Ngarrindjeri Wurruwarrin: A world that is, was, and will be Spinifex Press, Melbourne, 1998 (Nouvelle édition 2014)
- Generations: Grandmothers, Mothers and Daughters Melbourne, Penguin, 1987
- Daughters of the Dreaming, Première éd. Melbourne, McPheeGribble/Sydney, Allen et Unwin, 1983 (deuxième éd. Minneapolis, University of Minnesota Press 1993; Troisième éd. Melbourne, Spinifex Press 2002)
- Law: The Old and the New (avec Pam Ditton) Aboriginal History,, Canberra, 1980

### En tant qu'éditeur
- Kungun Ngarrindjeri Miminar Yunnan : Listen to Ngarrindjeri Women Speaking Melbourne, Spinifex Press, 2008
- All about Water: All about the River (coédité avec Gloria Jones pour le groupe d'action River, Lakes and Coorong, www.stoptheweir.com)
- Radically Speaking: Feminism Reclaimed (coéditrice avec Renate Klein (en)) Spinifex Press, Melbourne, 1996
- Gendered Fields: Women, Men and Ethnography (coéditrice avec Pat Caplan et Wazir Karim) Routledge, Londres, 1993
- This is My Story: The Use of Oral Sources (corédactrice en chef Shelley Schreiner) Centre for Australian Studies, Deakin University, Geelong, 1990
- Longman's Encyclopedia (Australian Contributing Editor) Longmans, 1989
- Religion in Aboriginal Australia (coéditeur avec Max Charlesworth, Kenneth Maddock et Howard Morphy) University of Queensland Press, St Lucia, 1984

### En tant que recenseur
- Miles Franklin and the Serbs still matter: a review essay, Honest History, 1er décembre 2015 [54]
- Sex, soldiers and the South Pacific, Honest History, 8 février 2016 [55]
- An anthropologist, an historian and his historians, Honest History, 26 octobre 2016 [56]
- Clare Wright’s You Daughters of Freedom is a Big Book about Big Ideas, Honest History, 7 octobre 2018 [57]
- Read and savour the salt of Bruce Pascoe’s stories and essays of our land, Honest His tory, 1er novembre 2019 [58].